# Estadio José Zorrilla
Estadio Municipal José Zorrilla je stadion ve španělském městě Valladolid, sloužící především pro utkání ve fotbalu a ragby. Nachází se ve čtvrti Parquesol na jihozápadě města, na pravém břehu řeky Pisuerga. Byl postaven v roce 1982 a nahradil stejnojmenný stadion z roku 1940. Je pojmenován podle valladolidského rodáka, básníka Josého Zorrilly. Má kapacitu 26 512 míst a domácí zápasy zde hraje Real Valladolid (sedadla jsou v klubových barvách, fialové a bílé). Stadion sloužil při mistrovství světa ve fotbale 1982, kdy zde československá fotbalová reprezentace sehrála zápasy základní skupiny proti Kuvajtu a Francii (oba skončily remízou 1:1). Valladolid hostil také utkání kvalifikace MS 1998, v němž Španělsko porazilo Českou republiku 1:0. Hrálo se zde finále Copa del Rey v roce 1982 (zápas vešel do dějin velmi chladným počasím, které dalo valladolidskému stadionu přezdívku „Estadio de la pulmonia“, tj. „Stadion zápalu plic“; v roce 1986 byla vybudována severní tribuna, chránící hrací plochu před studeným větrem z hor), odveta finále mistrovství Evropy ve fotbale hráčů do 21 let 1986, domácí zápasy Realu Valladolid v Poháru UEFA a finále španělského ragbyového poháru 2016 a 2017, stadion hostí pravidelný hudební festival Valladolid Latino, koncertovali zde také Michael Jackson a Bruce Springsteen. Plánuje se stavba nového sportovního komplexu „Valladolid Arena“ s kapacitou až čtyřicet tisíc diváků.